# Efekt styku
Efekt styku – w ekologii tendencja do wzrostu różnorodności gatunkowej i zagęszczenia organizmów na obszarze ekotonu, czyli styku dwóch lub większej liczby biocenoz.